# 스페인의 대귀족

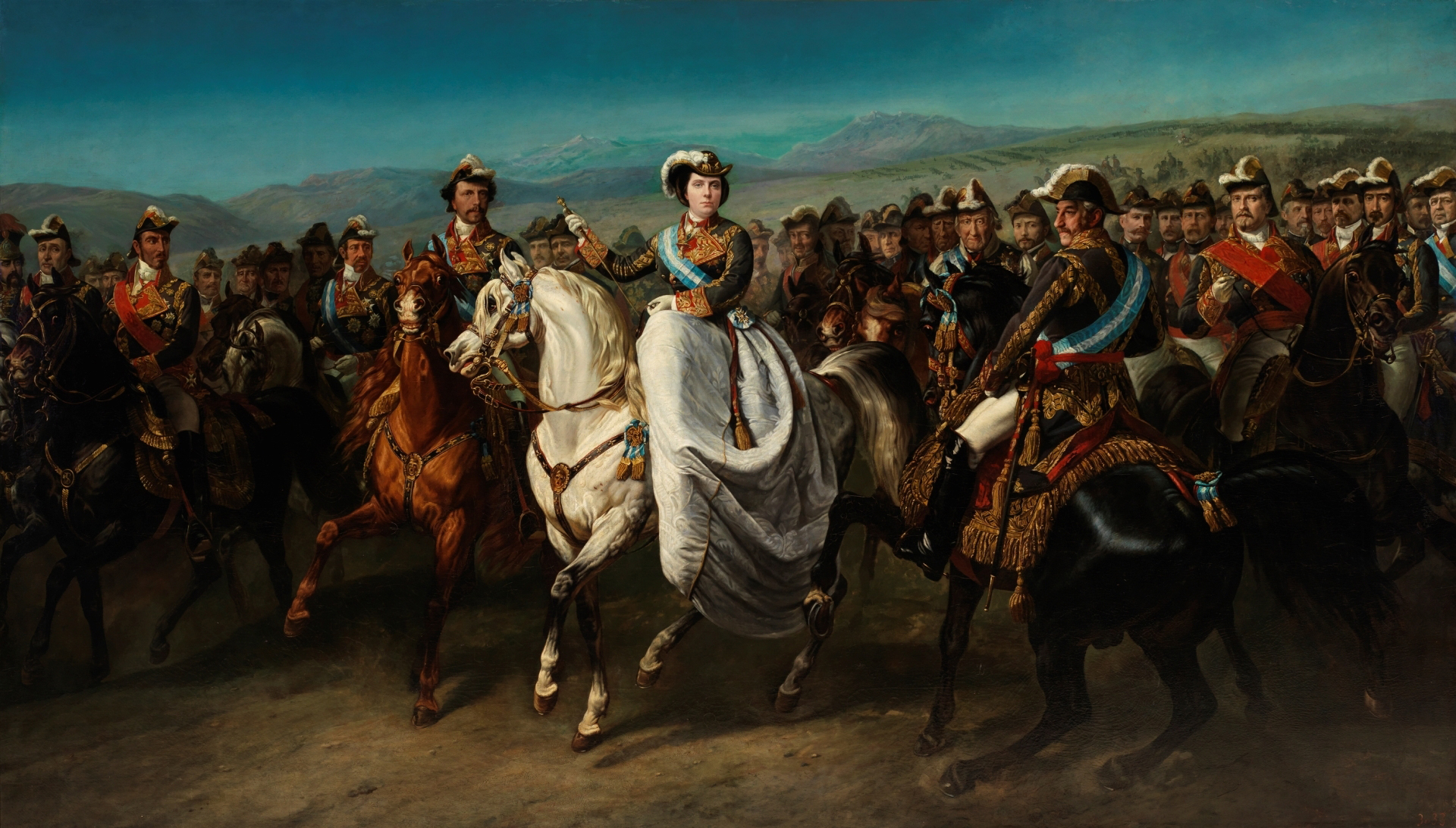
이사벨 2세와 그녀의 남편 카디스 공작 프란시스코, 그리고 프란시스코 데 파울라과 당시 가장 중요한 스페인 정치인들과 육군 장교들이 함께 있는 승마 초상화

스페인의 대귀족(스페인어: Grandes de España)은 스페인 왕으로부터 grandeza(위대함)의 명예와 지위를 받은 귀족들이 갖는 칭호이다. 스페인의 귀족 계급에서 매우 높은 등급으로, 인판테 바로 다음에 온다.
대귀족은 왕 앞에서 모자를 벗지 않아도 되며, 왕을 사촌이라 부를 수 있는 자격을 얻는다. 또 1980년대까지는 국외 여행시 외교관 여권을 사용할 수 있는 특권을 누렸으나, 현재는 폐지되었다.
이 호칭은 1520년 에스파냐의 카를로스 1세가 신성 로마 제국의 황제 카를 5세로 즉위하면서 특별히 공이 높은 스물 다섯 명의 스페인 출신 귀족들을 보통 귀족과 구분함으로써 창설되었다.
현재는 약 400여 명의 대귀족이 있다.

## 같이 보기
- 이달고